# Dryopteris × picoensis
Dryopteris × picoensis là một loài dương xỉ trong họ Dryopteridaceae. Loài này được Fraser-Jenk. & Gibby mô tả khoa học đầu tiên năm 1981.
Danh pháp khoa học của loài này chưa được làm sáng tỏ. 